# Zevendonk
Zevendonk (in België) is een dorp van Turnhout in de Antwerpse Kempen gelegen tussen de stad zelf (Het wordt geografisch (fysisch) van de stad afgesneden door de snelweg E34), Oud-Turnhout, Kasterlee, Lichtaart en Tielen. Dit op 1 na oudste dorp van de stad Turnhout telt nu ongeveer 2000 zielen, wat neerkomt op zo'n 600 gezinnen.
Sinds 1694 bezit het dorp Zevendonk een eigen kerk. Er volgden woelige jaren en na een strijd, waarbij de dorpsinwoners het bevel van het toenmalige kapittel naast zich neerlegden en hun eigen priester betaalden, kwam er de periode van Napoleon (vanaf 1803) waarin Zevendonk een van de vijf hulpdorpen was van de hoofdkerk van Sint-Pieter. (Samen met het begijnhof, gasthuis, Oud-Turnhout en Schoonbroek)
In 1874 werd de eerste steen van de (nu) oude kerk gelegd, die ondertussen alweer is afgebroken. In het mooie groenpark dat op die plaats is aangelegd kan je in de beplanting de vorm en de afmetingen van de kerk nog herkennen. De herinnering aan deze kerk en vooral aan het klokje dat erin hing, zal nog lang blijven leven bij de dorpsbewoners.
Dit klokje speelt de hoofdrol in een verhaal dat pater Emiel Fleerackers schreef als aandenken aan een Romereis van de toenmalige pastoor van het dorp Zevendonk.

## Bezienswaardigheden
- De Onze-Lieve-Vrouw-van-de-berg-Karmeldorpskerk